# Denemarken op het Eurovisiesongfestival 2016

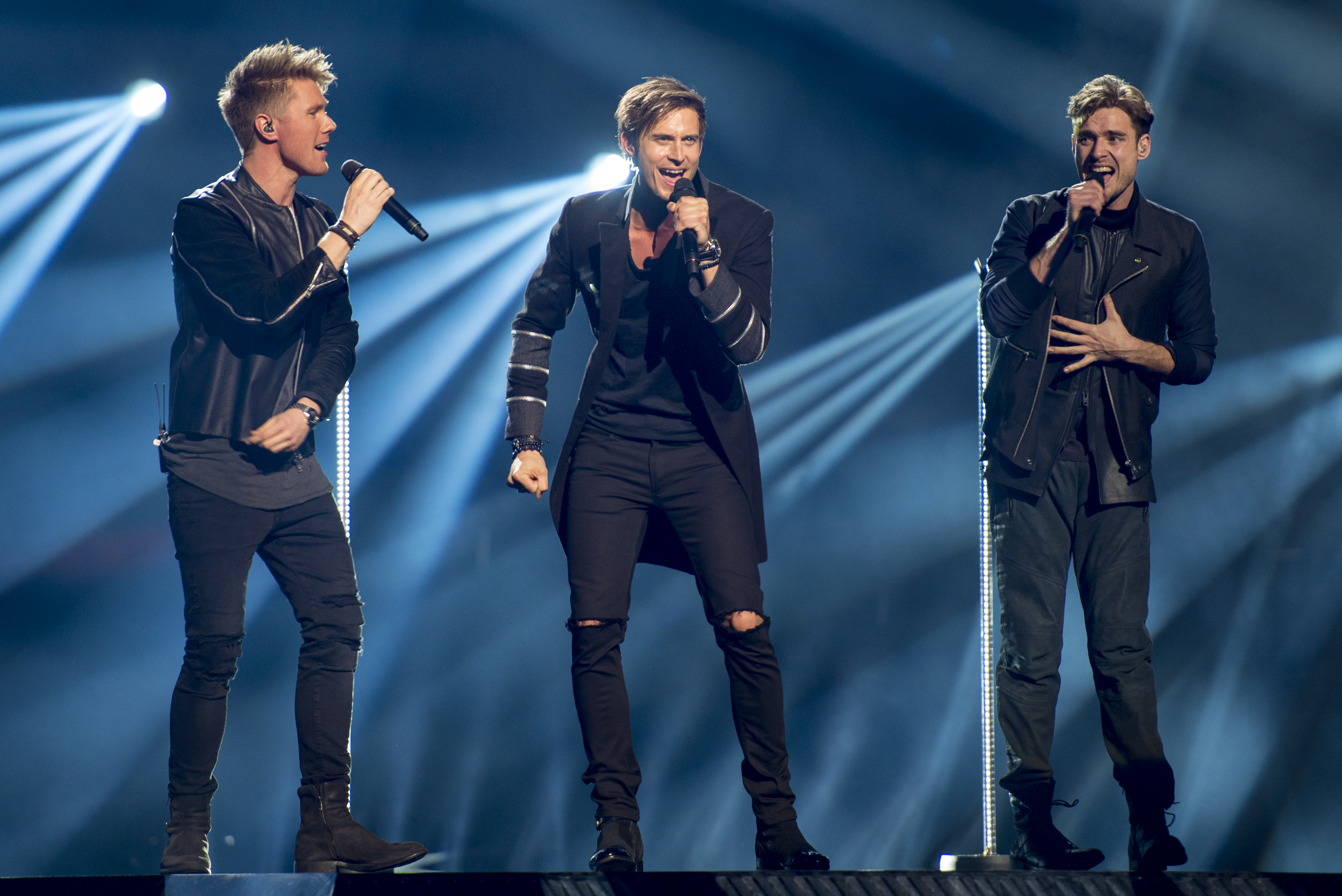
Lighthouse X tijdens de repetities in Stockholm.

Denemarken nam deel aan het Eurovisiesongfestival 2016 in Stockholm, Zweden. Het was de 45ste deelname van het land aan het Eurovisiesongfestival. DR was verantwoordelijk voor de Deense bijdrage voor de editie van 2016.

## Selectieprocedure
Reeds op 26 mei 2015 gaf de Deense openbare omroep aan ook te zullen deelnemen aan de 61ste editie van het muziekfestival. Net zoals de voorbije jaren werd de Deense vertegenwoordiger voor het Eurovisiesongfestival ook dit jaar weer gekozen via de Dansk Melodi Grand Prix. Van 30 juni tot 7 september 2015 kregen artiesten de kans om een lied in te zenden, waarna een vakjury onder alle kandidaten zes tickets uitdeelde. Daarnaast nodigde de Deense openbare omroep zelf ook vier artiesten uit voor deelname. In totaal ontving DR 982 inzendingen, 295 meer dan in 2015 en een nieuw record.
De Dansk Melodi Grand Prix 2016 vond plaats op zaterdag 13 februari 2016 in het Forum Horsens in Horsens. De show werd net als in 2015 gepresenteerd door Jacob Riising, ditmaal samen met Annette Heick. Hilda Heick was te zien in de green room. De stemming verliep volgens een nieuwe procedure. In een eerste fase stemden zowel een vakjury als het grote publiek op hun favoriete act. De top drie ging door naar de superfinale, waarin het televotende publiek het laatste woord kreeg. Uiteindelijk ging Lighthouse X met de zegepalm aan de haal.

## Dansk Melodi Grand Prix 2016
| Volgorde | Artiest            | Lied              |
| -------- | ------------------ | ----------------- |
| 1        | David Jay          | Rays of sunlight  |
| 2        | Simone             | Heart shaped hole |
| 3        | Bracelet           | Breakaway         |
| 4        | Sophia Nohr        | Blue horizon      |
| 5        | Veronicas Illusion | The wrong kind    |
| 6        | Lighthouse X       | Soldiers of love  |
| 7        | Kristel Lisberg    | Who needs a heart |
| 8        | Jessica            | Break it good     |
| 9        | Muri & Mario       | To stjerner       |
| 10       | Anja Nissen        | Never alone       |

Superfinale
| Plaats | Artiest      | Lied              | Stemmen |
| ------ | ------------ | ----------------- | ------- |
| 1      | Lighthouse X | Soldiers of love  | 42 %    |
| 2      | Anja Nissen  | Never alone       | 36 %    |
| 3      | Simone       | Heart shaped hole | 22 %    |

## In Stockholm
Denemarken trad in Stockholm in de tweede halve finale op donderdag 12 mei 2016 aan. Lighthouse X trad als dertiende van achttien acts op, net na Poli Genova uit Bulgarije en gevolgd door Jamala uit Oekraïne. Denemarken wist zich voor het tweede jaar op rij niet te plaatsen voor de finale. Na afloop van de finale bleek dat Denemarken 17de was geëindigd met 34 punten. 
1957 · 1958 · 1959 · 1960 · 1961 · 1962 · 1963 · 1964 · 1965 · 1966 · 1967-1977 · 1978 · 1979 · 1980 · 1981 · 1982 · 1983 · 1984 · 1985 · 1986 · 1987 · 1988 · 1989 · 1990 · 1991 · 1992 · 1993 · 1994 · 1995 · 1996 · 1997 · 1998 · 1999 · 2000 · 2001 · 2002 · 2003 · 2004 · 2005 · 2006 · 2007 · 2008 · 2009 · 2010 · 2011 · 2012 · 2013 · 2014 · 2015 · 2016 · 2017 · 2018 · 2019 · 2020 · 2021 · 2022 · 2023 · 2024 · 2025
Albanië · Armenië · Australië · Azerbeidzjan · België · Bosnië en Herzegovina · Bulgarije · Cyprus · Denemarken · Duitsland · Estland · Finland · Frankrijk · Georgië · Griekenland · Hongarije · Ierland · IJsland · Israël · Italië · Kroatië · Letland · Litouwen · Macedonië · Malta · Moldavië · Montenegro · Nederland · Noorwegen · Oekraïne · Oostenrijk · Polen · Rusland · San Marino · Servië · Slovenië · Spanje · Tsjechië · Verenigd Koninkrijk · Wit-Rusland · Zweden · Zwitserland